# 有我罩你
《有我罩你》（英語：Call Me If You Get Lost）是美国说唱歌手造物主泰勒的第七张录音室专辑。专辑于2021年6月25日通过Columbia发行。专辑由DJ德拉马担任旁白，并邀请了42 Dugg、YoungBoy Never Broke Again、Ty Dolla $ign、李尔·韦恩、Domo Genesis、布伦特·法亚兹、小乌兹、法瑞尔·威廉姆斯、Teezo Touchdown、法娜·休斯和Daisy World客串献声。泰勒亲自操刀专辑制作，杰米·xx和杰伊·范思哲也参与了部分歌曲的制作。
这张专辑标志着泰勒从之前两张专辑《Igor》（2019年）和《花样男孩》（2017年）中轻松和更偏灵魂的风格，转向了他早期作品中强有力的节拍和不加修飾的韻律，作品包含DJ德拉馬的《Gangsta Grillz》混音带系列的影响。专辑的音乐类型涵盖嘻哈、流行、爵士乐、灵魂和雷鬼音乐。
《有我罩你》发行了两首单曲：Lumberjack和WusYaName，这两首单曲都同步发行了音乐录影带。专辑获得了樂評人广泛的好评，樂評人認爲這張作品融合了多种风格，并在制作中带有怀旧的意味。一些评论家将这张专辑与他之前发行的《Igor》进行了比较。專輯被多家刊物列入2021年最佳专辑的前十名。这张专辑在美国告示牌二百强专辑榜排行榜上空降冠军，成为造物主泰勒的第二张美国冠军专辑，另外還在2022年格莱美奖上获得了最佳说唱专辑奖，这是泰勒的第二个格莱美奖。

## 概念
专辑引入了“泰勒·波特萊爾”（英語：Tyler Baudelaire）这一人物作为专辑的主角，他是一位环球旅行家。封面展示了这一角色的身份证。一些评论家认为这是对法国诗人夏尔·波德莱尔的致敬。泰勒否認了這一猜測，并且説明了這個名字的由來是2004年電影《雷蒙·斯尼奇的不幸历险》，并且说他很欣赏波德莱尔孤儿之间的人物關係。《Pitchfork》的Matthew Ismael Ruiz表示，“波特萊爾，泰勒在整张专辑中扮演的角色，代表着泰勒新近得到的閲歷——以及他无法将这种閲歷运用到他理想的关系中。”夏尔·波德莱尔最著名的作品，1857年的《恶之花》，“最初因过于露骨而被禁，波德莱尔本人也因猥亵罪被起诉”，这与泰勒从一个“为了哗众取宠而喷吐污秽的愤怒少年，进化成一个喜欢恶作剧的敏感情人”的历程相似。《新音乐快递》的Luke Morgan Britton也比较了两者，认为这两个作品“都着力于展現浪漫与现实、奢华与爱情、美丽与死亡、才华与争议之间的斗争”。
最初，当泰勒公布《有我罩你》的封面时，人们认为他的灵感来自于骯髒壞傢伙1995年的专辑《Return to the 36 Chambers: The Dirty Version》，而实际上他的灵感来自于“20世纪初的旧护照和旅行卡”。

## 音乐

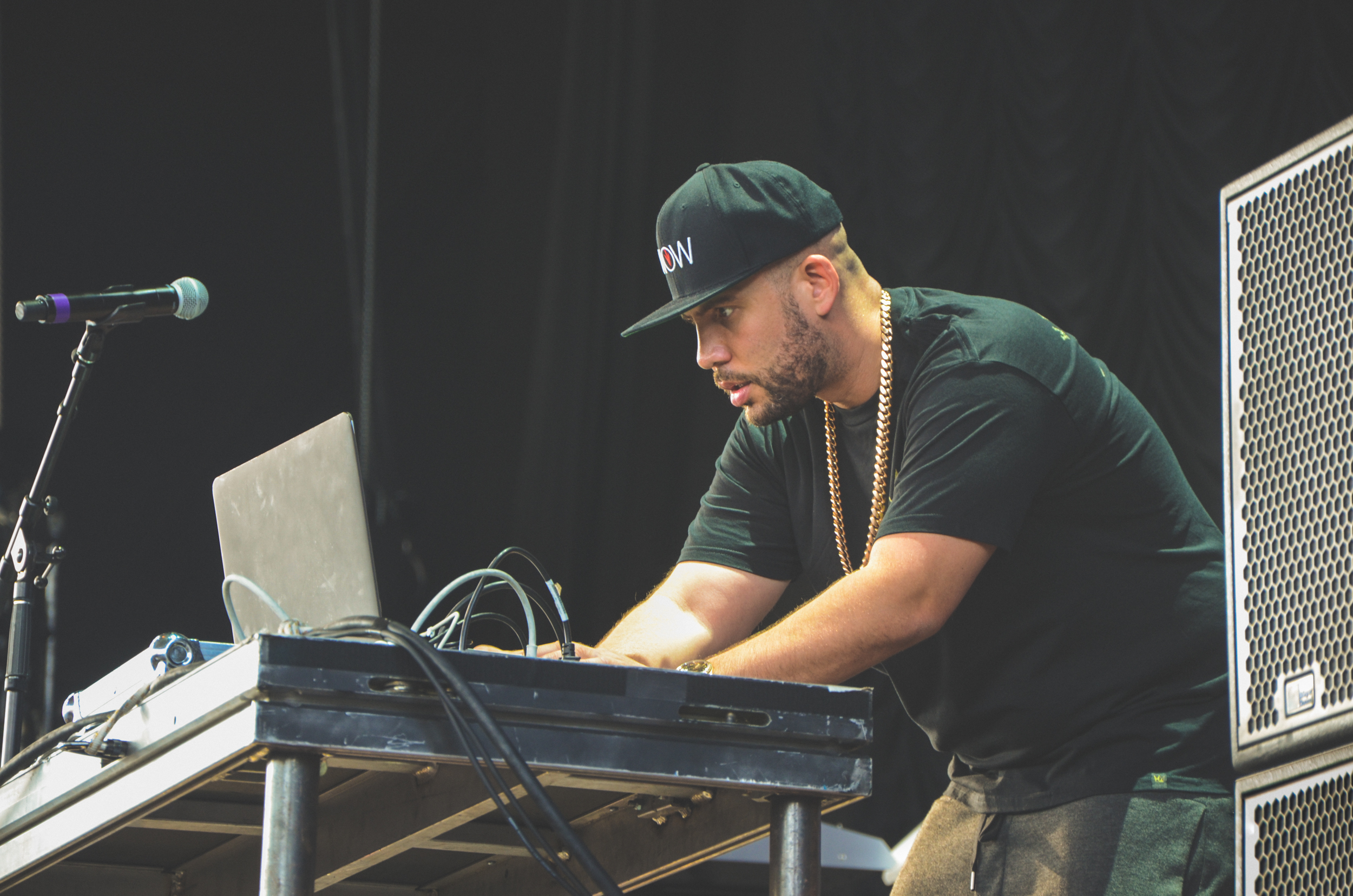
泰勒与以其混音带系列《Gangsta Grillz》而闻名的DJ德拉马合作了《有我罩你》。

《新音乐快递》的Luke Morgan Britton称《有我罩你》是“泰勒不断变化的声音的集大成之作，表明（艺人的）成长并不总是朝向单一方向，艺人可以由多重身份構成”，并进一步表示这张专辑巩固了泰勒作为“这一世代的代表人物”（generational talent）的地位，“他状态极佳，并不断突破他的视野和千变万化的音乐的界限”。《卫报》的亚历克西斯·彼得里迪斯称这张专辑的风格跳跃“出人意料且令人印象深刻，来自于一位兼具折衷品味和不愿创作迎合主流音乐的艺人”。彼得里迪斯还指出了这张专辑上的音乐风格包括合成器流行、灵魂、雷鬼音乐和爵士乐。《金融时报》的Ludovic Hunter-Tilney称这张专辑的制作“层次丰富、梦幻一般”，称Lemonhead从强劲的节拍和嘈杂的人声变幻为轻快的巴萨诺瓦，而Massa则将长笛主导的爵士乐转换为精简的嘻哈。
《独立报》的Roisin O'Connor把这一专辑与《Igor》比较，并且表示，“这张专辑[《有我罩你》]的制作与《Igor》一样流畅，但贯穿性较弱。《Igor》是一段破碎关系中令人心碎的拼凑部分。《有我罩你》对主题的处理快速而随意，而是依靠音乐本身来引导听众”。Pitchfork的Matthew Ismael Ruiz表示，在这张专辑中，泰勒比以往任何时候都更“擅长将不同的想法编织成一首连贯的歌曲，而不仅仅是将它们拼凑在一起”。Ruiz将泰勒的制作描述为“玩弄混音中的移动，在左右声道之间来回切换声音，以获得身临其境的耳机体验”。虽然《有我罩你》在歌词上有一个非常具体的潜在叙事，但Ruiz表示，制作风格似乎讲述了泰勒到目前为止的整个职业生涯的故事：后Thundercat时代的R&B、Gravediggaz的恐怖核采样，以及与肯德里克·拉马尔的音乐相媲美的萨拉姆·雷米的翻唱。Ruiz称这张专辑是在《Igor》的流行声音之后回归说唱，但也指出泰勒也“显然与他最初几张唱片的粗糙制作相去甚远”。《Our Culture Mag》的Konstantinos Pappis将这张专辑的歌曲描述为具有“泰勒近期作品中一贯的电影般的宏伟和精细的编排”。Pappis还指出，这张专辑的声音与《Flower Boy》一样“充满怀旧之情”。
《Vulture》的Craig Jenkins也将这张专辑视为回归“他[造物主泰勒]早期暴躁、满不在乎的风格和态度”的一步，同时也体现了“他自那开始历经的改变”。Jenkins指出《有我罩你》偏离了“《Igor》中更轻柔、更偏灵魂的美学，转而使用强有力的节拍和不加修饰的韵律……有点像21世纪初和2010年代初的《Gangsta Grillz》混音带”。《Stereogum》的Chris Deville发现《有我罩你》受到了大卖嘻哈专辑的影响，例如《超级大痞子》（2000年）和《卡特先生第三章》（2008年）。Deville还认为这张专辑“精心制作的电影化制作，疯狂的说唱歌手阵容”——让人想起坎耶·韦斯特早期的音乐。Deville还指出，来自各种20世纪90年代说唱歌手的采样可以与黄金时代的Boom Bap类似。

## 主题
《后果》的Marcus Shorter在评价这张专辑时说，自我意识占据了它的后半部分。Shorter进一步指出，浪漫是专辑后半部分的重要主题：“这段旅程包括心碎，造物主泰勒的专辑缺了浪漫便不会完整。”Shorter特别描述了Wilshire：“他结巴而含糊地讲述着一个悲伤故事的片段，听起来像是一个还没有完全准备好面对真相的人。在一张充满了一个总是坦诚直言的家伙的精彩歌词的专辑中，《Wilshire》是一个罕见的时刻，我们感觉到他在克制自己。在这首歌中，自我被藏进了壁橱，进一步模糊了他本人、角色和另一个自我之间的界限。”

## 发行与宣传
2021年6月9日，在洛杉矶发现了一块用于专辑推广的广告牌，随后在世界其他主要城市也出现了更多类似的广告牌。广告牌上写着“Call Me If You Get Lost”，并附有电话号码+1 (855) 444-8888。拨打电话时，会播放泰勒和他母亲之间对话的录音。这段录音作为曲目Momma Talk被收录在专辑中。不久之后，人们发现了一个提及广告牌和电话号码的网站，这似乎是专辑宣传的另一个方面，随后拨打电话时播放的音频变成了专辑曲目Rise!的片段。6月15日，泰勒在推特上发布了前一周在广告牌上看到的电话号码，证实了他参与其中。
2021年6月14日，泰勒在一个名为《Side Street》的短影片中预告了新音乐，影片中他抱着一条狗，同时与一名女子亲吻。在影片接近尾声时，Odd Future的成员Taco Bennett也客串亮相。泰勒以他的另一个自我Wolf Haley的名义执导了这段影片。2021年6月16日，泰勒发行了一首名为Lumberjack的歌曲，并附带了一段由泰勒本人以Wolf Haley的名义执导的短音乐录影带。这首歌采样了Gravediggaz的歌曲2 Cups of Blood。
第二天，即6月17日，泰勒正式确认专辑名称为《有我罩你》，并宣布将于6月25日发行。他还通过他的街头服饰品牌Golf Wang公布了专辑封面和周边商品。2021年6月22日，泰勒发行了专辑的第二首单曲WusYaName，由说唱歌手YoungBoy Never Broke Again和歌手Ty Dolla $ign客串，并附带了一段由泰勒本人执导的短音乐录影带。这首歌采用了90年代节奏布鲁斯的元素，采样了H-Town的Back Seat (Wit No Sheets)，并且与他最近更偏灵魂乐的专辑不同，与《Lumberjack》形成了鲜明对比。2021年6月23日，泰勒以一段名为《Brown Sugar Salmon》的自制喜剧短片的形式发布了专辑的另一段预告。影片中，被称为“Sir Baudelaire”的泰勒在火车上试图点餐，但没有成功。
在专辑于2021年6月25日发行后，泰勒发布了一段与曲目Juggernaut配套的影片。尽管影片包含了小乌兹和法瑞尔·威廉姆斯的客串段落，但只有泰勒本人出现在影片中。2021年6月29日，泰勒发布了《Corso》的音乐录影带。在影片中，泰勒在DJ德拉马的陪伴下，在一个生日派对上表演。2021年7月8日，泰勒发布了Lemonhead的音乐录影带。该影片不包含42 Dugg的客串段落。

### 巡演
2021年8月3日，泰勒宣布了Call Me If You Get Lost巡演，将于2022年2月8日在菲尼克斯的足迹中心开始，并于2022年8月3日在墨尔本的罗德·拉沃竞技场结束。北美地区约35场演出由卡莉·乌奇斯、文斯·斯台普斯和Teezo Touchdown担任嘉宾。

### The Estate Sale
2023年3月27日，泰勒宣布将会发行一张名为《Call Me If You Get Lost: The Estate Sale》的专辑，其中包含为《有我罩你》录制但未出现在最终专辑中的歌曲，包括单曲《Dogtooth》，该单曲与音乐录影带一起在公告当天发行。泰勒在推特上表示，“《有我罩你》是我制作的第一张有很多歌曲没有进入最终版本的专辑”。2023年3月29日，另一首单曲《Sorry Not Sorry》与音乐录影带一起发行。《The Estate Sale》于2023年3月31日发行，并附带歌曲Wharf Talk的音乐录影带。

## 专业评价
| 綜合得分     | 綜合得分 |
| 來源         | 評分     |
| ------------ | -------- |
|              | 8.4/10   |
|              | 88/100   |
| 評論得分     |          |
| 來源         | 評分     |
| AllMusic     | [ 45 ]   |
| Clash        | 8/10     |
| 伦敦旗帜晚报 | [ 47 ]   |
| Exclaim!     | 9/10     |
| 金融时报     | [ 9 ]    |
| 卫报         | [ 8 ]    |
| 独立报       | [ 10 ]   |
| 新音乐快递   | [ 6 ]    |
| Pitchfork    | 8.4/10   |
| 滚石         | [ 50 ]   |

《有我罩你》获得了评论界的广泛好评。在Metacritic，该专辑基于20条评论获得了88分的平均分（满分100分），表明“普遍赞誉”。汇总媒体AnyDecentMusic?根据他们的评论共识评估，给出了10分中的8.4分。
《独立报》的Roisin O'Connor给予《有我罩你》五星评价（满分五星），并表示它感觉像是“所有泰勒过去作品的神化”。他们还指出了曲目之间无缝的过渡。Clash称赞泰勒“拒绝被任何既定的声音或类型所束缚”，并指出Sweet / I Thought You Wanted to Dance和Wilshire是其中的佼佼者。《伦敦旗帜晚报》的David Smyth提到了这张专辑多样化的“全球”声音，并表示“泰勒的音乐一如既往地引人入胜”。《卫报》的Alexis Petridis写道，“万花筒般的合成器流行乐、灵魂民谣和爵士乐席卷了你”，并表示这张专辑“可能需要很多时间才能完全理解，但如果你这样做，它的质量显然不会下降”。The Line of Best Fit的Ryan Rosenberger表示，“时间会证明这张专辑在造物主泰勒的唱片目录中的确切位置，但《有我罩你》是Wolf Haley本人又一张令人难忘的唱片，这张唱片进一步巩固了他作为同代最佳艺人之一的地位”。《新音乐快递》的Luke Morgan Britton很喜欢这张专辑，他说：“这位打破常规的艺人在一张再次肯定他伟大的万花筒般的唱片中，直面取消文化、他自己充满争议的过去以及个人成长的概念”。Pitchfork的评论家Paul A. Thompson说：“它赋予他玩弄音调的自由，可以进行个人创作或将沙哑的嗓音用作质感，将最刺耳的说唱和最微妙的副歌视为疯狂的实验出错”。《Exclaim!》的Wesley McLean表示，“泰勒交付了一个项目，再次突破了他的音乐界限，同时也是他迄今为止所做的一切的顶峰。对于一位统治地位似乎不会很快停止的艺人来说，这又是一次令人印象深刻的郊游”。
《Gigwise》的Sofie Lindevall总结道：“在他的第六张录音室专辑《有我罩你》中，泰勒再次颠覆了一切，从而在他的唱片目录中创造了迄今为止最具活力和趣味的条目之一。”Vulture的Craig Jenkins在一篇正面评论的结尾告诉读者“看看对劳斯莱斯内饰、漂亮游艇和国际旅行的众多详细描述之间，在六处以上提及护照之外”，他们会发现“一个爱情故事”。《Paste》杂志的Matt Mitchell给予《有我罩你》8.7分（满分10分），并表示这张唱片的最高成就是“它尖锐地提醒每位听众，艺人唱片目录中的早期作品并不是他们过去应该被遗忘的部分”。David Crone在为AllMusic撰写的评论中称，“泰勒的音乐一直是不断增加的调色板的拼凑而成，《CMIYGL》是他迄今为止最复杂的作品”。《滾石》的Jeff Ihaza将泰勒的努力总结为“正在制作的一些最引人入胜的说唱音乐”的成熟，称《有我罩你》是泰勒迄今为止的最佳作品。

### 排名
| 刊物       | 榜单                            | 排名 | Ref.   |
| ---------- | ------------------------------- | ---- | ------ |
| 告示牌     | 2021年50佳专辑                  | 2    | [ 54 ] |
| Complex    | 2021年最佳专辑                  | 1    | [ 55 ] |
| 娱乐周刊   | 2021年10佳（和3差）专辑         | 4    | [ 56 ] |
| Exclaim!   | 2021年50佳专辑                  | 4    | [ 57 ] |
| 卫报       | 2021年50佳专辑                  | 5    | [ 58 ] |
| 纽约时报   | 乔恩·帕雷莱斯的2021年最佳专辑   | 10   | [ 59 ] |
| 纽约时报   | 乔恩·卡拉曼尼卡的2021年最佳专辑 | 8    | [ 59 ] |
| 纽约时报   | Lindsay Zoladz的2021年最佳专辑  | 2    | [ 59 ] |
| 新音乐快递 | 2021年50佳专辑                  | 5    | [ 60 ] |
| Paste      | 2021年50佳专辑                  | 6    | [ 61 ] |
| Pitchfork  | 2021年50佳专辑                  | 3    | [ 62 ] |
| 滚石       | 2021年50佳专辑                  | 4    | [ 63 ] |
| 滚石       | 2021年20佳嘻哈专辑              | 3    | [ 64 ] |
| 滚石       | 史上最伟大的200张嘻哈专辑       | 46   | [ 65 ] |

### 行业奖项
| 颁奖典礼  | 年份 | 奖项         | 结果 | Ref.   |
| --------- | ---- | ------------ | ---- | ------ |
| BET嘻哈奖 | 2021 | 年度专辑     | 獲獎 | [ 66 ] |
| BET奖     | 2022 | 年度专辑     | 提名 | [ 67 ] |
| 格莱美奖  | 2022 | 最佳说唱专辑 | 獲獎 | [ 68 ] |

## 商业表现
《有我罩你》在美国告示牌二百强专辑榜排行榜上空降冠军，首周获得了16.9万专辑等价单位（其中包括5.5万张纯专辑销量）。这成为泰勒的第二张美国冠军专辑。该专辑还累计获得了1.5296亿次专辑曲目点播量。它在排行榜上蝉联了两周非连续的冠军，在次年4月发行黑胶唱片后，再次登顶排行榜。当周售出4.9万张，创下了嘻哈专辑黑胶唱片单周最高销量纪录。2022年2月22日，该专辑被美国唱片业协会 (RIAA)认证为金唱片，在美国的总销量和专辑等价单位超过50万。2023年4月23日，该专辑被RIAA认证为白金唱片，在美国的总销量和专辑等价单位超过100万。《有我罩你》是第一张也是唯一一张在三年内三次登上告示牌最佳节奏布鲁斯/嘻哈专辑排行榜冠军的专辑。第一次是在2021年7月首次发行期间，然后是2022年4月发行黑胶唱片后，最后是2023年4月发行豪华版《The Estate Sale》之后。
该专辑中有13首歌曲进入了美国告示牌百强单曲榜排行榜，其中WusYaName进入了排行榜前20名。

## 曲目列表
除特别注明外，所有曲目均由造物主泰勒制作。
| 《有我罩你》曲目列表 | 《有我罩你》曲目列表                                                    | 《有我罩你》曲目列表 | 《有我罩你》曲目列表 |
| 曲序                 | 曲目                                                                    | 词曲 | 时长                 |
| -------------------- | ----------------------------------------------------------------------- | --- | -------------------- |
| 1.                   | SIR BAUDELAIRE（由DJ德拉马客串）                                        | 泰勒·奥康马 比利·科巴姆 （ 英语 ： Billy Cobham） [a] | 1:28                 |
| 2.                   | CORSO                                                                   | 奥康马 James Asher [b] | 2:26                 |
| 3.                   | LEMONHEAD（由42 Dugg客串）                                              | 奥康马 迪翁·海耶斯 （ 英语 ： 42 Dugg） | 2:10                 |
| 4.                   | WusYaName（由YoungBoy Never Broke Again和Ty Dolla $ign客串）            | 奥康马 YoungBoy Never Broke Again Tyrone Griffin, Jr. Bishop Burrell, Sr. （ 英语 ： H-Town (band)） [c] 德兰多·康纳 （ 英语 ： H-Town (band)） [c] 所罗门·康纳 （ 英语 ： H-Town (band)） [c] 达里尔·杰克逊 （ 英语 ： H-Town (band)） [c] | 2:01                 |
| 5.                   | Lumberjack                                                              | 奥康马 拉里·威利斯 （ 英语 ： Larry Willis） [d] 安东尼·伊恩·伯克利 （ 英语 ： Anthony Ian Berkeley） [d] Arnold Hamilton （ 英语 ： Gravediggaz） [d] 保罗·赫斯顿 （ 英语 ： Prince Paul (producer)） [d] 罗伯特·迪格 [d]                               | 2:18                 |
| 6.                   | HOT WIND BLOWS（由李尔·韦恩客串）                                       | 奥康马 小德韦恩·卡特 亨利·曼西尼 [e] 诺曼·金贝尔 （ 英语 ： Norman Gimbel） [e] | 2:35                 |
| 7.                   | MASSA                                                                   | 奥康马 | 3:43                 |
| 8.                   | RUN IT UP（由Teezo Touchdown客串）                                      | 奥康马 亚伦·拉沙恩·托马斯 （ 英语 ： Teezo Touchdown） | 3:49                 |
| 9.                   | MANIFESTO（由Domo Genesis客串）                                         | 奥康马 多米尼克·科尔 （ 英语 ： Domo Genesis） 巴里·怀特 （ 英语 ： Barry White） [f] | 2:55                 |
| 10.                  | Sweet / I Thought You Wanted to Dance（由布伦特·法亚兹和法娜·休斯客串） | 奥康马 Brent Faiyaz （ 英语 ： Christopher Wood） Fana Hues （ 英语 ： Fana Hughes） Fil Callender （ 英语 ： The In Crowd (Jamaican band)） [g]                                                                                               | 9:48                 |
| 11.                  | MOMMA TALK                                                              | | 1:10                 |
| 12.                  | RISE!（）                                                               | 奥康马 Daisy Hamel-Buffa James Smith （ 英语 ： Jamie xx） | 3:23                 |
| 13.                  | BLESSED                                                                 | 奥康马 | 0:57                 |
| 14.                  | JUGGERNAUT（由小乌兹和法瑞尔·威廉姆斯客串）                             | 奥康马 赛梅尔·伍兹 法瑞尔·威廉姆斯 | 2:26                 |
| 15.                  | WILSHIRE                                                                | 奥康马 | 8:35                 |
| 16.                  | SAFARI（由造物主泰勒和杰伊·范思哲制作）                                 | 奥康马 Jahlil Gunter | 2:57                 |
| 总时长：             | 总时长：                                                                | 总时长： | 52:41                |

| CD发行版 | CD发行版 | CD发行版 | CD发行版 |
| 曲序     | 曲目     | 词曲 | 时长     |
| -------- | -------- | --- | -------- |
| 16.      | FISHTAIL | 奥康马 阿尔文·沃西 （ 英语 ： Westside Gunn） [h] Amber Croskey [h] 托马斯·帕拉迪诺 （ 英语 ： Daringer (producer)） [h] Beat Butcha （ 英语 ： 艾略特·杜伯克） [h] | 3:25     |
| 总时长： | 总时长： | 总时长： | 53:09    |

| 《Call Me If You Get Lost: The Estate Sale》曲目列表 | 《Call Me If You Get Lost: The Estate Sale》曲目列表 | 《Call Me If You Get Lost: The Estate Sale》曲目列表                                                                                | 《Call Me If You Get Lost: The Estate Sale》曲目列表 |
| 曲序                                                 | 曲目                                                 | 词曲 | 时长                                                 |
| ---------------------------------------------------- | ---------------------------------------------------- | --- | ---------------------------------------------------- |
| 17.                                                  | EVERYTHING MUST GO                                   | 奥康马 | 0:28                                                 |
| 18.                                                  | STUNTMAN（由文斯·斯台普斯客串）                      | 奥康马 文森特·斯台普斯 （ 英语 ： Vince Staples）                                                                                                | 3:20                                                 |
| 19.                                                  | WHAT A DAY（由马德利卜制作）                         | 奥康马 米哈乌·乌尔巴尼亚克 （ 英语 ： Michał Urbaniak） [i] 奥蒂斯·杰克逊 （ 英语 ： Madlib）                                                            | 3:37                                                 |
| 20.                                                  | WHARF TALK（由ASAP Rocky客串）                       | 奥康马 拉基姆·梅耶斯 | 3:24                                                 |
| 21.                                                  | DOGTOOTH                                             | 奥康马 | 2:41                                                 |
| 22.                                                  | HEAVEN TO ME                                         | 奥康马 Alexandra Brown [j] Jessyca Wilson [j] John Stephens [j] 坎耶·韦斯特 [j] 米尔顿·布兰德 （ 英语 ： Monk Higgins） [j] Vaughn Stephens [j] | 3:51                                                 |
| 23.                                                  | BOYFRIEND, GIRLFRIEND (2020 DEMO)（由YG客串）        | 奥康马 Cecil Lyde [k] 基嫩·杰克逊                                                                                                   | 3:24                                                 |
| 24.                                                  | SORRY NOT SORRY                                      | 奥康马 Franchone Shells [l] Lucille White [l]                                                                                       | 3:26                                                 |
| 总时长：                                             | 总时长：                                             | 总时长： | 77:02                                                |

### 采样鸣谢
- ^[a]  SIR BAUDELAIRE包含比利·科巴姆（英语：Billy Cobham）创作并表演的Siesta的片段；以及Westside Gunn表演的Michael Irvin的未署名采样。[76]
- ^[b]  CORSO包含James Asher创作并表演的Oriental Workload的片段。
- ^[c]  WUSYANAME包含H-Town（英语：H-Town (band)）表演的、由Bishop Burrell Sr.（英语：H-Town (band)）、所罗门·康纳（英语：H-Town (band)）、德兰多·康纳（英语：H-Town (band)）和达里尔·杰克逊（英语：H-Town (band)）创作的Back Seat (Wit No Sheets)的采样。
- ^[d]  LUMBERJACK包含拉里·威利斯（英语：Larry Willis）创作并表演的Inner Crisis的片段；由Gravediggaz表演的、由安东尼·伊恩·伯克利（英语：Anthony Ian Berkeley）、Arnold Hamilton（英语：Gravediggaz）、保罗·赫斯顿（英语：Prince Paul (producer)）和RZA创作的2 Cups of Blood的采样；以及Lafayette Afro Rock Band表演的Hihache的片段。
- ^[e]  HOT WIND BLOWS包含Penny Goodwin表演的、由亨利·曼西尼和诺曼·金贝尔（英语：Norman Gimbel）创作的《Lujon（英语：Slow Hot Wind）》的片段。
- MASSA包含印象合唱团表演的If It's in You to do Wrong的片段。
- ^[f]  MANIFESTO包含吉米·史密斯（英语：Jimmy Smith (musician)）表演的、由巴里·怀特（英语：Barry White）创作的I'm Gonna Love You Just a Little More Babe的采样。
- ^[g]  SWEET / I THOUGHT YOU WANTED TO DANCE包含Hookfoot表演的Is Anyone There?的片段；以及The In Crowd（英语：The In Crowd (Jamaican band)）和Jah Stitch表演的、由Fil Callender（英语：The In Crowd (Jamaican band)）创作的Baby My Love的片段。
- SAFARI包含Ebony Expressions表演的、由Marvin Redding创作的Farewell My Love的片段。
- ^[h]  FISHTAIL包含Westside Gunn表演的、由Alvin Worthy、Amber Croskey、托马斯·帕拉迪诺（英语：Daringer (producer)）和Beat Butcha（英语：艾略特·杜伯克）创作的Lessie的片段。
- ^[i]  WHAT A DAY包含米哈乌·乌尔巴尼亚克（英语：Michał Urbaniak）创作并表演的A Day in the Park的片段。
- ^[j]  HEAVEN TO ME包含约翰·传奇表演的、由Alexandra Brown、Jessyca Wilson、约翰·史提芬斯、坎耶·韦斯特和Vaughn Stephens创作的《Heaven（英语：Heaven (John Legend song)）》的片段，而这首歌本身采样了蒙克·希金斯（英语：Monk Higgins）创作并表演的Heaven Only Knows。
- ^[k]  BOYFRIEND, GIRLFRIEND (2020 DEMO)包含Cecil Lyde创作并表演的Happy Feeling的片段。
- ^[l]  SORRY NOT SORRY包含Brighter Side of Darkness表演的、由Franchone Shells和Lucille White创作的He Made You Mine的片段。

## 制作人员
名单改编自专辑的内页说明。

### 音乐人
- Fabian Chavez – 长笛（曲目1、6、7、11、16）
- Jasper Dolphin（英语：Devon "Jasper" Wilson） – 和声（曲目2）
- 莱昂内尔·博伊斯（英语：Lionel Boyce） – 和声（曲目2、5）
- Vic Wainstein – 和声（曲目2）
- Domo Genesis – 和声（曲目5）
- Travis "Taco" Bennett（英语：Travis Bennett） – 和声（曲目5）
- DJ德拉马 – 主持

### 制作人和工程师
- 造物主泰勒 – 制作（所有曲目）、录音（曲目1-5、7-8、12-13、16）、执行制作
- 杰米·xx（英语：Jamie xx） – 制作（曲目12）
- 杰伊·范思哲（英语：Jay Versace） – 制作（曲目16）
- 马德利卜（英语：Madlib） – 制作（曲目19）
- Vic Wainstein – 录音（曲目2-9、12-16）
- Jason Goldberg – 录音（曲目4）
- Mike Larson – 录音（曲目14）
- Gregory Scott – 助理（曲目2、15）
- Ben Fletcher – 助理（曲目3-5）
- Bobby Mota – 助理（曲目4、9）
- Jonathan Pfarr – 助理（曲目4、9）
- Josh Sellers – 助理（曲目6）
- Robert N. Johnson – 助理（曲目7、16）
- Sam Morton – 助理（曲目12）
- 尼尔·H·波格（英语：Neal H Pogue） – 混音
- Zachary Acosta – 混音助理
- 迈克·博齐（英语：Mike Bozzi） – 母带处理

### 美术
- Darren Vongphakdy – 美术指导
- Wolf Haley – 美术指导
- Luis "Panch" Perez – 封面摄影

## 排行榜
| 排行榜 (2021–2024)                        | 最高 排名 |
| ----------------------------------------- | --------- |
| 澳大利亞（ARIA專輯榜）                    | 2         |
| 奧地利（奧地利Ö3專輯榜）                  | 6         |
| 比利時法蘭德斯（Ultratop專輯榜）          | 5         |
| 比利時瓦隆（Ultratop專輯榜）              | 8         |
| 加拿大（《告示牌》Canadian Albums Chart） | 3         |
| 丹麥（Hitlisten專輯榜）                   | 3         |
| 荷蘭（MegaCharts專輯榜）                  | 4         |
| 芬蘭（Suomen virallinen lista專輯榜）     | 7         |
| 法國（SNEP專輯榜）                        | 32        |
| 德國（Offizielle Top 100專輯榜）          | 10        |
| 希腊专辑榜 (IFPI)                         | 58        |
| 匈牙利实体专辑榜 (MAHASZ)                 | 29        |
| 愛爾蘭（IRMA專輯榜）                      | 3         |
| 義大利（FIMI專輯榜）                      | 32        |
| 立陶宛专辑榜 (AGATA)                      | 3         |
| 紐西蘭（RMNZ專輯榜）                      | 2         |
| 挪威（VG-lista專輯榜）                    | 4         |
| 波蘭（ZPAV專輯榜）                        | 45        |
| 葡萄牙（AFP專輯榜）                       | 4         |
| 蘇格蘭（OCC專輯榜）                       | 13        |
| 西班牙（PROMUSICAE專輯榜）                | 20        |
| 瑞典（Sverigetopplistan專輯榜）           | 10        |
| 瑞士（Schweizer Hitparade專輯榜）         | 4         |
| 英國（OCC專輯榜）                         | 4         |
| 英國（OCC節奏藍調專輯榜）                 | 2         |
| 美国（《告示牌》200）                     | 1         |
| 美國（《告示牌》Top R&B/Hip-Hop Albums）  | 1         |

| 排行榜 (2023)           | 最高 排名 |
| ----------------------- | --------- |
| 丹麥（Hitlisten專輯榜） | 21        |
| 立陶宛专辑榜 (AGATA)    | 9         |
| 挪威（VG-lista專輯榜）  | 8         |
| 波兰专辑榜 (ZPAV)       | 64        |

| 排行榜 (2021)                                  | 排名 |
| ---------------------------------------------- | ---- |
| 美国公告牌二百强专辑榜                         | 111  |
| 美国公告牌最佳节奏布鲁斯/嘻哈专辑 (《告示牌》) | 49   |

| 排行榜 (2022)                                  | 排名 |
| ---------------------------------------------- | ---- |
| 澳大利亚专辑榜 (ARIA)                          | 96   |
| 美国公告牌二百强专辑榜                         | 112  |
| 美国公告牌最佳节奏布鲁斯/嘻哈专辑 (《告示牌》) | 71   |

| 排行榜 (2023)                                  | 排名 |
| ---------------------------------------------- | ---- |
| 美国公告牌二百强专辑榜                         | 57   |
| 美国公告牌最佳节奏布鲁斯/嘻哈专辑 (《告示牌》) | 41   |

## 认证
| 地區                           | 认证 | 认证单位/销量 |
| ------------------------------ | ---- | ------------- |
| 加拿大（加拿大音乐协会）       | 金   | 40,000‡       |
| 丹麦（國際唱片業協會丹麥分會） | 金   | 10,000‡       |
| 新西兰（新西兰唱片音乐协会）   | 金   | 7,500‡        |
| 波兰（波蘭音像製造商協會）     | 金   | 10,000‡       |
| 英国（英国唱片业协会）         | 金   | 100,000‡      |
| 美国（美國唱片業協會）         | 白金 | 1,000,000‡    |
| ‡僅含認證的+實際銷量           |      |               |